# Muelle de Orsay
El muelle de Orsay (en francés, le quai d'Orsay) es un muelle parisino situado en la orilla izquierda del río Sena en el VII Distrito de la ciudad. Habitualmente, el término designa también al Ministerio de Asuntos Exteriores de Francia, situado en el n.º 37. En este caso se habla del Quai d'Orsay (en mayúscula) o simplemente le Quai.

## Historia
El muelle debe su nombre a Charles Boucher, señor de Orsay, consejero en el parlamento de París y preboste de los comerciantes cuando se iniciaron las obras del muelle en 1707. Este ordenó construir un muelle de piedra que se concluyó en 1715, un año después de su muerte.
Sin embargo, inicialmente el muelle fue conocido con el nombre de muelle de la Grenouillère, adoptando su nombre actual, en honor a su impulsor, en 1808. El 30 de enero de 1941 una parte del quai d'Orsay fue renombrada a quai Branly. Antes, la parte del muelle situada frente a la estación de Orsay ya había sido renombrada a muelle Anatole France.

## Lugares de interés
Al muelle acceden hasta cuatro de los puentes más ilustres de la ciudad: el puente del Alma, el puente de los Inválidos, el puente Alejandro III y el Puente de la Concordia. Además de la sede del Ministerio de Asuntos de Exterios de Francia, muy cerca se encuentra el Palacio Borbón, sede de la Asamblea Nacional y el Museo de Orsay que actualmente se encuentra en el vecino muelle Anatole France y no en el mismo muelle de Orsay.